# Vigo (Kent)
Vigo è un villaggio e parrocchia civile dell'Inghilterra, appartenente alla contea del Kent.